# Amazoniscus arlei
Amazoniscus arlei är en kräftdjursart som beskrevs av Lemos de Castro 1967. Amazoniscus arlei ingår i släktet Amazoniscus och familjen Scleropactidae. Inga underarter finns listade i Catalogue of Life.